# Parade en sept nuits
Pour plus de détails, voir Fiche technique et Distribution.
Parade en sept nuits est un film français réalisé par Marc Allégret, sorti en 1941.

## Synopsis
Le chien Pipo raconte à ses compagnons de fourrière l’histoire de ses quatre maîtres :
- Irène tombe amoureuse de Freddy, mais découvre qu'il est clown et funambule. Celui-ci s'écrase au sol.
- Édouard soupçonne sa femme Armande d'entretenir une relation avec un amant. Il teste auprès du chien Pipo des prénoms possibles et découvre la vérité, mais il choisit sa femme et doit se séparer du chien.
- L'inspecteur Callas interroge les seuls témoins d'un crime, un vieillard sourd et le chien Pipo qui reconnaît le meurtrier.
- Le curé des Baux prie la Vierge Marie de lui accorder un miracle : le retour de Tonin auprès d'Estelle et de leur enfant. À la messe de Noël, ils seront réunis et leur enfant joue dans la crèche le rôle de l'enfant Jésus.

## Fiche technique
- Titre : Parade en sept nuits
- Réalisation : Marc Allégret
- Scénario : Marc Allégret, Marcel Achard, René Lefèvre et Carlo Rim, librement inspiré du roman "Pipe-Chien"" de Francis Jammes (1933)
- Dialogues : Marcel Achard, René Lefèvre et Carlo Rim
- Décors : Paul Bertrand, Serge Pimenoff
- Photographie : Christian Matras
- Cadreur : Henri Alekan
- Son : Antoine Archimbaud
- Montage : Yvonne Martin
- Musique : Louis Beydts
- Production : Adrien Remaugé
- Directeur de production : Paul Madeux
- Société de production : Pathé Films
- Société de distribution : Pathé Consortium Cinéma
- Pays d'origine :  France
- Format : Noir et blanc - 35 mm - 1,37:1 - Son Mono
- Genre : Comédie dramatique
- Durée : 100 minutes
- Tournage : en avril 1940, puis en mars 1941 aux studios Pathé, 6 rue Francoeur, Paris 18ème
- Date de sortie : France : 24 septembre 1941

## Distribution
- Julien Carette : Anicet, un employé de la fourrière municipale
- Le chien Pipo : Pipo
- Pierre Alcover : le client mécontent
- Micheline Presle : Irène Morillon, fille d'un parfumeur
- Louis Jourdan : Freddy Richard, clown au cirque Romani, amoureux d'Irène
- Janine Darcey : Armande, amie d'Irëne
- Elvire Popesco : Fanny, femme volage
- Victor Boucher : Edouard, mari trompé
- Marguerite Pierry : la femme de chambre
- Jules Berry : l'inspecteur de police Calas
- Noël Roquevert : l'inspecteur de police Laurent
- André Lefaur : le vieux Gaspard, témoin sourd du meurtre
- Jean-Louis Barrault : Lucien Ardouin, frère de l'assassin
- Raimu : le curé des Baux
- Gaby Andreu : Estelle, mère célibataire
- Andrex : Tonin, amant d'Estelle
- Édouard Delmont : le docteur
- Marcel Maupi : Frisemotte, le garagiste
- Maximilienne : Mme Martineau, la gouvernante
- Daniel Mendaille
- Milly Mathis : Mme Esprit
- Jean Marconi

non crédités : 
- Charles Blavette : Cabassu
- Marie Caplie
- Monette Capron
- Marie Carlot : une femme de chambre
- Dora Doll
- Robert Favart : Raymond
- Philippe Grey
- Ninon Martel
- Marcel Pérès : le directeur de la fourrière

## Autour du film
- Le tournage commencé en avril 1940 a été interrompu à cause de la guerre, mais a pu être terminé en mars 1941, et distribué six mois plus tard[1].